# Bitka pri Long Islandu
Bitka za Long Island je bila velika bitka v ameriški vojni za neodvisnost. Znana je tudi kot Bitka za Brooklyn ali Bitka za Brooklyn Heights. Bitka, ki se je odvila 27. avgusta 1776, je bila velika zmaga za Britance in poraz za Američane pod poveljstvom generala Georgea Washingtona. To je bil začetek uspešne britanske kampanje, ki je Britancem dala nadzor nad strateško pomembnim mestom New York. V ameriški revolucionarni vojni je bila to prva večja bitka po tem, ko so Združene države Amerike julija 1776 razglasile neodvisnost. Kar zadeva število vojakov, je bila to največja bitka v celotnem konfliktu.
General George Washington, vrhovni poveljnik, je 17. marca 1776 premagal Britance v obleganju Bostona. Washington je nato uporabil kontinentalno vojsko za obrambo pristaniškega mesta New York. Takrat je bil New York City le na južnem koncu otoka Manhattan. Washington je razumel, da bo pristanišče mesta New York odlično oporišče za britansko mornarico med kampanjo. Zaradi tega je tam vzpostavil obrambo in čakal na britanski napad.
Britancem je poveljeval general William Howe. Julija so se njegove sile izkrcale nekaj kilometrov čez pristanišče na redko poseljenem otoku Staten Island. V naslednjih nekaj mesecih so nove ladje počasi utrjevale svoj položaj v spodnjem pristanišču New York. Avgusta je bilo tam 32.000 vojakov, Britanci pa so nadzorovali vhod v pristanišče pri Narrowsu. Washington je vedel, da bo mesto težko obdržati pred takšno silo. Verjel je, da bo Manhattan prva tarča, zato je tja premestil večino svojih sil.
22. avgusta so se Britanci izkrcali na obali zaliva Gravesend v jugozahodnem delu okrožja Kings v Brooklynu, čez reko Narrows od Staten Islanda, več kot 20 km južno od prehodov čez reko East River do Manhattna. Washington je del svojih čet pripeljal v severni del okrožja Kings, saj je pričakoval, da se bo boril le z delom napadajoče vojske.
Po petih dneh čakanja so Britanci napadli ameriško obrambo. Američanom pa je Howe, ne da bi ti to vedeli, pripeljal svojo glavno vojsko za njimi in kmalu zatem napadel njihov bok. Američane je zajela panika, čeprav je 400 vojakov Marylanda preprečilo, da bi večino vojske ujeli. Preostanek vojske je pobegnil v glavno obrambo na Brooklyn Heightsu. Britanci so se vkopali za obleganje, toda v noči z 29. na 30. avgust je Washington evakuiral celotno vojsko na Manhattan brez izgube materiala ali enega samega življenja. Washington in kontinentalna vojska sta bila po bitki pri Fort Washingtonu in drugih porazih popolnoma izgnana iz New Yorka ter prisiljena umakniti se skozi New Jersey in v Pensilvanijo.